# Luana Angeloni
Luana Angeloni (Monterado, 13 marzo 1952) è una politica italiana.

## Biografia
Milita fin da giovane nel Partito Comunista Italiano, venendo eletta alla Camera dei Deputati nel 1987.
Dopo lo scioglimento del PCI aderisce al Partito Democratico della Sinistra, per il quale viene eletta al Senato nel 1992, poche settimane dopo aver compiuto 40 anni, risultando così una delle senatrici più giovani della XI legislatura.
Viene rieletta senatrice nel 1994, restando a Palazzo Madama fino alla fine anticipata della XII legislatura nel 1996. Dopo la confluenza del PDS nei Democratici di Sinistra, aderisce a tale partito e successivamente al Partito Democratico.
Nel 2000 viene eletta sindaco di Senigallia, venendo confermata anche dopo le elezioni del 2005, concludendo il suo mandato nel 2010.